# Chamsara
Chamsara na horním toku Čoigan-Chem (rusky Хамсара, Чоиган-Xем) je řeka v Tuvinské republice v Rusku. Je 325 km dlouhá. Povodí má rozlohu 19 400 km².

## Průběh toku
Pramení ve Východních Sajanech. Na horním toku protéká přes dvě jezera, níže pak pokračuje Todžinskou kotlinou. V jejím povodí je mnoho jezer. Ústí zprava do Velkého Jeniseje (Bij-Chem).

## Vodní režim
Zdroj vody je smíšený s převahou dešťového. Průměrný roční průtok vody ve vzdálenosti 178 km od ústí činí 87 m³/s.